# C&A
C&A este o companie de retail de îmbrăcăminte din Țările de Jos, ce face parte din grupul Cofra Holding din Elveția. C&A reprezintă abrevierea numelor celor doi fondatori ai brandului, frații Clemens și August Brenninkmeyer, care au pus bazele companiei în 1841.
C&A este unul dintre cei mai mari retaileri de fashion din Europa, cu 1.400 de magazine în 19 țări. Are 34.000 de angajați în lume și afaceri anuale de circa șase miliarde de euro. În afara Europei, C&A are de asemenea sucursale în Brazilia, China și Mexic prin licențe.
Compania este prezentă și în România, unde a avut încasări de 7,9 milioane de euro și 43 de angajați în anul 2009. În anul 2012, C&A deținea pe piața locală o rețea de 22 de magazine și afaceri de 40-50 de milioane de euro.